# Confiscatie van kerkelijke goederen in Rusland in 1922

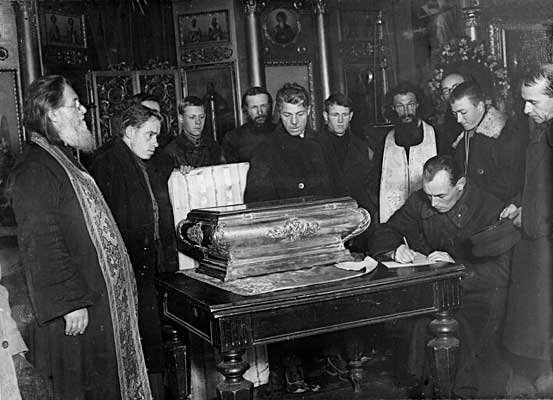
Inbeslagneming reliekschrijn in Jekaterinenburg

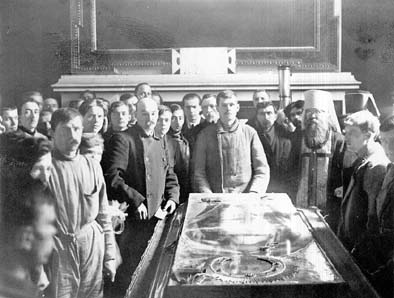
Opening van de reliekschrijn van de heilige Alexander Nevski

De Confiscatie van kerkelijke goederen in Rusland in 1922 was een decreet van de Sovjetregering om alle kerkelijke waarden van de Russisch-orthodoxe Kerk te vorderen om de heersende hongersnood in het land te bestrijden. Voor het grootste deel werden de kerkelijke goederen ingezameld. De opbrengst was lager dan verwacht. In plaats van de verwachte ongeveer 800 miljoen gouden roebels, brachten zij bijna 34 miljoen gouden roebels op. In werkelijkheid werd slechts ongeveer 1 miljoen roebel van de tweeënhalf miljard roebel voor de bestrijding van de hongersnood gebruikt, het overgrote deel die de geroofde kerkelijke bezittingen opbrachten werd besteed aan propagandadoeleinden en aanzetting tot de wereldrevolutie. 
Kerken en kloosters waren reeds zeer actief bij het lenigen van de hongersnood. En het was de Kerk zelf die aanbood een deel van de kerkelijke goederen te verkopen ten behoeve van de aankoop van voedsel in het buitenland. Maar aangezien de Kerk nog grote sympathie genoot bij de Russen en zich als enig nationaal instituut wist te onttrekken aan de controle van de partij, werd de hongersnood aangegrepen om de Kerk in diskrediet te brengen.
De campagne was gericht tegen alle religieuze denominaties, maar vooral tegen de Russisch-orthodoxe Kerk. De kerkelijke waarden betroffen bijvoorbeeld kruisbeelden, iconen, edelstenen en edele metalen. Aangezien ook de liturgische gebruiksvoorwerpen en geheiligde voorwerpen moesten worden ingeleverd, riep de maatregel grote weerstand op. De campagne ging gepaard met repressie tegen de geestelijkheid. 
De campagne om kerkelijke goederen in beslag te nemen veroorzaakte in de eerste zes maanden van 1922 meer dan 1.400 gevallen van bloedige botsingen tussen enerzijds rode gardisten met machinegeweren en anderzijds weerloze burgers. Meer dan 8.000 mensen werden gedood, onder wie 7.100 geestelijken. 

## Geschiedenis en gebeurtenissen

### De resolutie
De resolutie om kerkelijke waarden in beslag te nemen werd op 2 januari 1922 aangenomen en op 23 februari 1922 omgezet in een decreet van het Centraal Uitvoerend Comité. De uitvoering van de operatie stond onder leiding van Leon Trotski. De confiscatie van kerkelijke goederen was een systematische campagne van de bolsjewieken tegen de Kerk en werd op grote schaal uitgevoerd. 
Na publicatie van het besluit protesteerde patriarch Tichon bij de voorzitter van het presidium van het Centraal Uitvoeren Comité. Het verkopen van heilige voorwerpen (zoals liturgische voorwerpen en reliekschrijnen) stond voor de Kerk namelijk gelijk aan godslastering. Voor het afstaan hiervan moesten eerst liturgische maatregelen getroffen worden. Als alternatief stelde de patriarch voor om de waarde van de heilige voorwerpen te compenseren met verkopen van andere kerkelijke eigendommen en het organiseren van geldinzamelingen, maar dit voorstel werd afgewezen. De regering verordonneerde de onmiddellijke confiscatie van gewijde voorwerpen en ging met geweld over tot het in beslag nemen van kerkelijke gewijde voorwerpen.

### Sjoeja

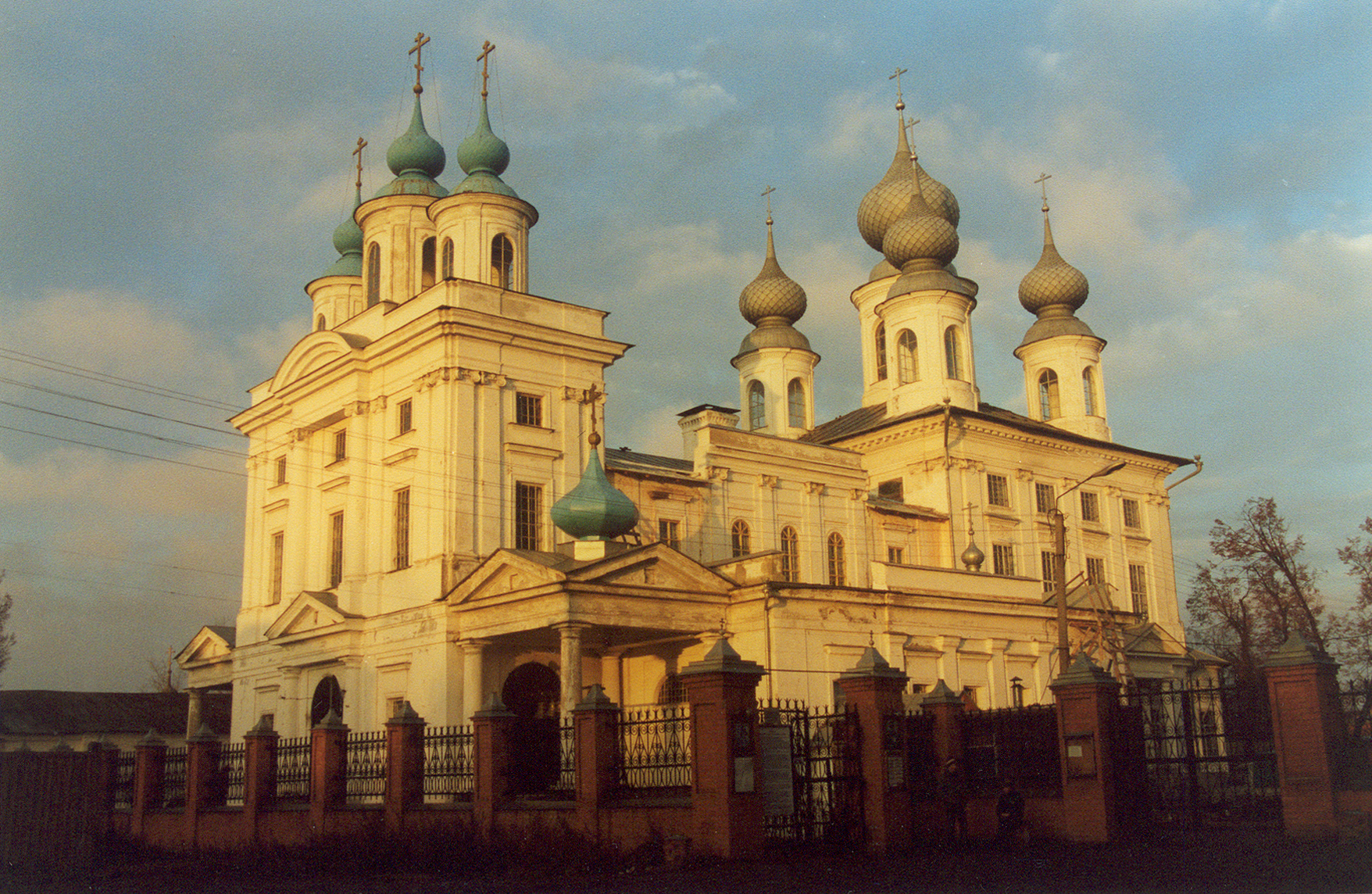
Opstandingskathedraal, Sjoeja

Op 12 maart 1922 trok in Sjoeja, een stad 32 kilometer ten zuidoosten van Ivanovo, een grote menigte naar het centrale plein om de inbeslagneming van kerkelijke goederen van de Opstandingskathedraal te beletten. De bolsjewistische vertegenwoordigers keerden onverrichter zake terug, maar ondernamen enkele dagen later een tweede poging, ditmaal onder begeleiding van gewapende troepen. Toen men de confiscatie opnieuw wilde voorkomen, kregen de troepen opdracht het vuur te openen op de gelovigen. Vier burgers werden gedood en tien raakten gewond. De gebeurtenissen in Sjoeja leidden tot grote publieke verontwaardiging en overal in het land gingen menigten de straat op om hun kerken te verdedigen.
De bevolking wilde en kon niet geloven, dat de regering, die reeds ongeveer 1 miljard roebel in bezit had, voor het oplossen van de hongersnood een omweg gebruikte. De confiscatie van kerkelijke voorwerpen, die pas na waardebepaling ervan, niet of met grote moeite verkocht zouden kunnen worden. Daarbij kwam het feit van de ontwijding van kerkelijke liturgische voorwerpen, die tot dan toe vereerd werden en die nu door ongewijde lekenhanden gingen.

### De reactie van Lenin
Omdat hij twijfelde zelf bij de vergadering aanwezig te kunnen zijn, schreef Lenin naar aanleiding van deze gebeurtenis een geheime brief aan de leden van het politbureau. In deze brief schreef hij dat de Kerk een grote fout begaat om de strijd aan te gaan met het Sovjet-gezag en dat deze strijd bijzonder nadelig voor de Kerk zou uitpakken. De Kerk werd in de brief geassocieerd met de Zwarte Honderd, een omstreden reactionaire beweging en fervent voorstander van het tsaristische Rusland. Voor Lenin was het duidelijk dat de geestelijkheid van de Zwarte Honderd in alle vrijheid een plan uitvoerde om het Sovjetbewind te vernietigen en de gebeurtenissen in Sjoeja zouden in dat licht moeten worden verklaard. "Juist nu", schreef Lenin, "is het tijdstip uitzonderlijk gunstig om met grote kans op succes de vijand (de Kerk) te breken en de eigen positie voor decennia veilig te stellen. Nu, terwijl de straten bezaaid liggen met honderden, zo niet duizenden lijken, kunnen we de kerkelijke kostbaarheden confisqueren met meedogenloze voortvarendheid. Nu zal de overgrote meerderheid van de boerenmassa's zich achter ons, dan wel neutraal, opstellen in de strijd tegen een handvol Zwarte Honderd-geestelijken en een reactionaire stedelijke middenklasse". In zijn brief kwam Lening tot de conclusie dat een genadeloze strijd nodig was om het verzet te verpletteren met een wreedheid die de Kerk nog decennialang zou heugen. Hij vervolgde zijn brief met een aantal suggesties hoe het decreet het beste kon worden uitgevoerd. Het leek Lenin onverstandig om patriarch Tichon aan te pakken, ondanks het feit dat Lenin de patriarch ervan beschuldigde de leidinggevende figuur te zijn van deze "opstand van slavenhouders". Voorts deed Lenin de aanbeveling om een geheime resolutie aan te nemen om de verwijdering van het kerkelijk bezit, met name dat van de rijkste kloosters en kerken, met "niets ontziende vastberadenheid, zonder enig spoor van twijfel en met de meeste spoed" uit te voeren. En: "Hoe groter het aantal representanten van de reactionaire geestelijkheid en bourgeoisie wij neerschieten des te beter, want juist nu moet dit publiek eens een goede les geleerd worden en wel op een manier dat zij voor een lange periode niet eens dùrven te denken aan enige vorm van verzet".

### De campagne tegen patriarchTichon

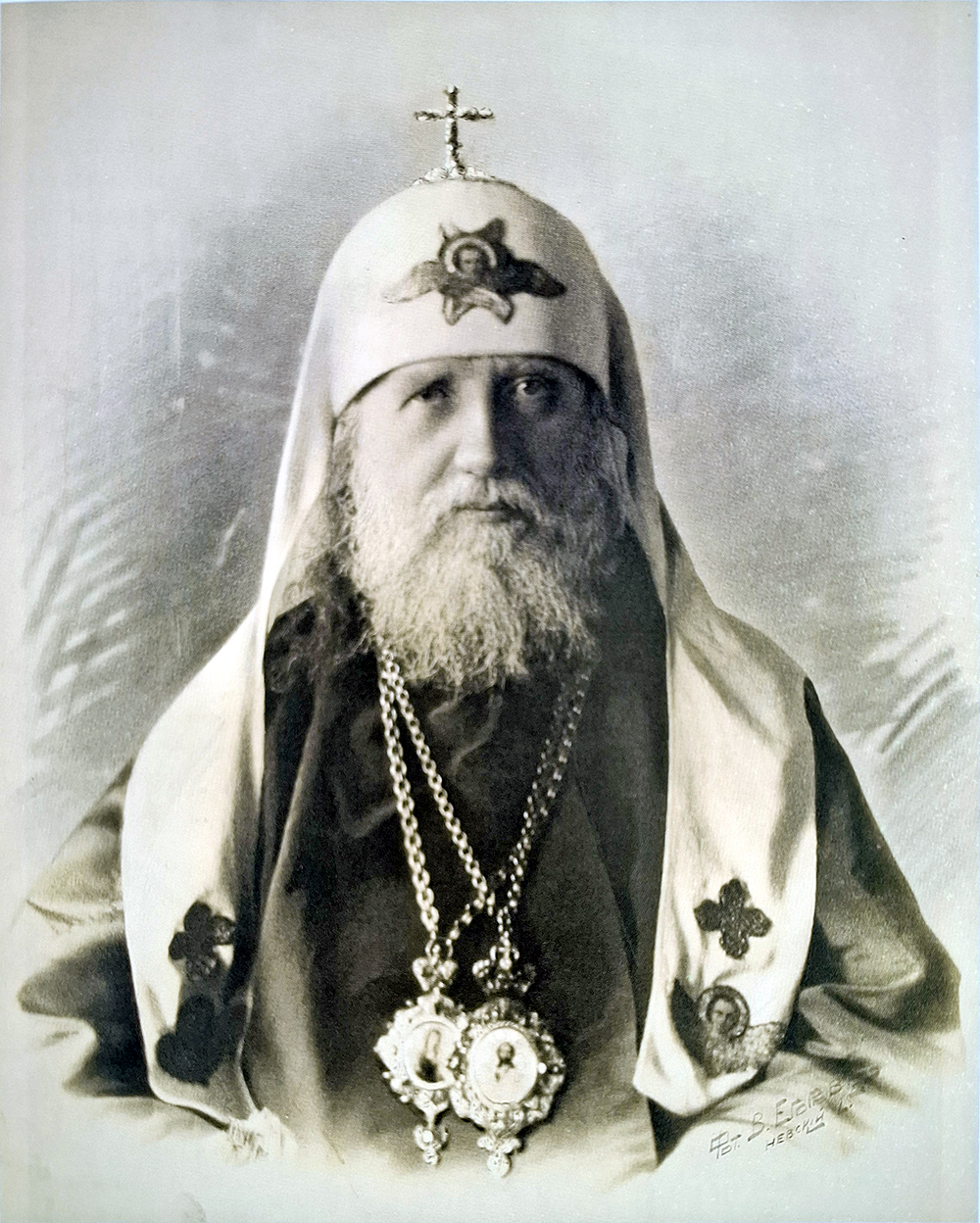
de Heilige Patriarch Tichon

Alhoewel Lenin in zijn brief schreef dat hij het onverstandig vond om de patriarch aan te pakken, was hij wel van mening dat de patriarch onder toezicht moest worden gesteld en dat alle communicatie van de patriarch tot in detail moest worden gerapporteerd. Op 5 mei 1922 werd de patriarch opgeroepen te verschijnen voor de rechtbank waar de geestelijkheid werd berecht. Daarna werd de patriarch gearresteerd en op 19 mei 1922 werd hij overgebracht naar het Donskoj-klooster waar hij onder huisarrest werd gehouden. Daar leefde de patriarch in volledige afzondering van de buitenwereld. Het communistische bewind maakte van de gelegenheid gebruik om een nieuwe kerkelijke, aan de staat loyale, organisatie op te zetten, de zogenaamde revationisten of vernieuwers. De patriarch ontkwam aan een strengere bestraffing omdat de bolsjewistische leiding bang was voor heftige reacties van het Westen. Het Verenigd Koninkrijk had bijvoorbeeld gedreigd de diplomatieke betrekkingen met het land te verbreken. 
Eind mei 1922 werd Lenin getroffen door een herseninfarct; de patriarch werd in 1923 weer vrijgelaten. Na 1925 werd de onderdrukking van de Kerk voor korte periode getemperd.